# سياسة صقلية
سياسة صقلية تجري في إطار الديمقراطية التمثيلية الرئاسية، حيث تمتلك الجزيرة رئيس حكومة إقليمية ونظاماً متعدد الأحزاب. تمارس السلطة التنفيذية من قبل الحكومة الإقليمية. بينما تناط السلطة التشريعية في كل من الحكومة والجمعية الإقليمية الصقلية.